# 1994年の関税及び貿易に関する一般協定第6条の実施に関する協定
1994年の関税及び貿易に関する一般協定第6条の実施に関する協定（1994ねんのかんぜいおよびぼうえきにかんするいっぱんきょうていだい6じょうのじっしにかんするきょうてい、Agreement on Implementation of Article VI of the General Agreement on Tariffs and Trade 1994、通称アンチダンピング協定、ダンピング防止協定）は、ケネディラウンドにおいて1967年に関税及び貿易に関する一般協定第6条の実施に関する協定として作成され、 東京ラウンドにおいて1979年に新しい関税及び貿易に関する一般協定第6条の実施に関する協定となった。ウルグアイラウンドにおいて1994年に改定が合意されて、1995年に世界貿易機関を設立するマラケシュ協定（WTO設立協定）に包含したダンピングに関する条約である。日本法においては、国会承認を経た「条約」であるWTO設立協定（日本国政府による法令番号は、平成6年条約第15号）の一部として扱われる。

## 概要
アンチダンピング協定は、WTO協定の附属書1Aに属する一括受託協定であり、アンチ・ダンピング措置が国内産業保護のための手段として恣意的に濫用、誤用されたりすることを防止するために、加盟国全てに対して、ダンピングマージンの計算方法、ダンピング調査手続等に関して規律の厳格化・明確化を図ることを目的としている。
ダンピング、すなわち輸出国の国内価格よりも低い価格による輸出は、不公正な貿易として古くから貿易紛争の原因となっておりガット第6条においても、ダンピングが輸入国の国内産業に被害を与えるときは「ダンピングを非難すべきものと認める」と規定している。
そしてダンピングがある場合にこれに対応するため輸入国はダンピング防止関税の賦課を認めている。
このダンピング防止関税については相殺関税と同様に、発動の恣意性が問題になっており、他に先駆けてケネディラウンドにおいてこの協定が作成された。
ケネディラウンドは、基本的にはそれまでのガットにおけるラウンドと同様に関税引下げが交渉事項であり、関税引き下げ以外の交渉結果としての協定はアンチダンピング協定と米国の関税評価の改善を条件に日、EEC（当時）が関税の追加引き下げを行う化学品協定（発効せず）だけであったが、米国は関税引き下げ権限のみを規定した1962年通商拡大法のみで交渉に臨み、ラウンド終了後議会に法改正を要請したが、議会は、ASP 制度の廃止を拒否するとともに、アンチダンピング協定に参加するための立法措置を講ぜず、代わりに国内法と国際協定が対立する場合、国内法が優先するとの法律（1968年再交渉法(Renegotiation Amendment Act of 1968 Pub. L 90-634）を制定したため、アンチダンピング協定についても議会の承認を得た協定ではなく純然たる行政協定としての締結を余儀なくされた。行政府は、協定に従った手続き規則を制定したが協定と矛盾する国内法がある場合、国内法で運用せざるを得ないことになり日本、EC等から批判を受けた。
東京ラウンドにおいては、新たに合意された関税及び貿易に関する一般協定第6条、第16条及び第23条の解釈及び適用に関する協定（補助金及び相殺措置に関する協定）との整合性を図る等の改訂がされ、更にウルグアイラウンドにおいて、発動期間の制限等の改訂がされた。
日本においては、不当廉売関税の賦課は、関税定率法第6条及び不当廉売関税に関する政令に規定されている。